# Champigny (Québec)
Pour les articles homonymes, voir Champigny.
Champigny est un secteur administratif de la ville de Québec au Canada et le nom d'un ancien arrière-arrière-fief de l'île d'Orléans de la Nouvelle-France,,. On y trouve le parc de Champigny, la rue de Champigny Est et la rue de Champigny Ouest (anciennement le chemin ou rang Champigny).
Champigny est aussi le nom de Jean Bochart de Champigny, sieur de Noroy et Verneuil, chevalier et intendant de la Nouvelle-France de 1687 à 1702. On n'ignore si le nom du secteur vient de l'ancien arrière-fief ou de l'intendant.